# Feed the Beast
Feed the Beast é o álbum de estreia da cantora alemã Kim Petras. Foi lançado em 23 de junho de 2023 pela Amigo e Republic. Musicalmente, Feed the Beast é um álbum derivado de gêneros como pop e dance. Liricamente, ele explora temas de amor, desilusão e hedonismo, repleto de letras positivas sobre sexo em muitas de suas músicas. Foi precedido pelo lançamento do primeiro single "Alone", com Nicki Minaj, e inclui colaborações com Banks e Sam Smith.
Após seu lançamento, o disco recebeu críticas mistas a positivas; alguns críticos acharam o álbum divertido e elogiaram as composições e performances vocais de Petras, enquanto outros o acharam seguro e inferior aos seus lançamentos anteriores. Para promover o álbum, Petras embarcou na Feed the Beast World Tour. Comercialmente, o álbum estreou e alcançou a posição 24 em seu país de origem, Alemanha, enquanto se tornou seu primeiro álbum a entrar nas paradas dos Estados Unidos e no Reino Unido.

## Antecedentes
Em agosto de 2022, Petras confirmou que o lançamento de seu próximo álbum de estúdio de estreia originalmente planejado por um ano, Problématique, foi cancelado, colocando-a no "limbo". No entanto, todas as faixas do álbum foram vazadas na internet, com a própria influenciando os fãs as ouvirem. Mais tarde, ela esclareceu que três faixas do álbum descartado estariam no Feed the Beast. Em 22 de setembro de 2022, Petras lançou o tão aguardado "Unholy", colaboração com o cantor inglês Sam Smith. A música alcançou a liderança em vários países, incluindo o Reino Unido e os Estados Unidos, e eventualmente rendeu a ambos os artistas um Grammy Awards para a Melhor Performance de Dupla/Grupo Pop.
Desencadeada pelo enorme sucesso comercial de "Unholy", Petras lançou os singles "If Jesus Was a Rockstar" em novembro de 2022 e "Brrr" em janeiro de 2023, ambos os quais não conseguiram fazer jus ao sucesso de seu antecessor. Em 21 de abril de 2023, a cantora lançou "Alone" colaboração com a rapper Nicki Minaj. A música fez mais sucesso do que seus dois singles anteriores, tendo entrado nas paradas de cinco países. Embora todos os singles fossem esperados no álbum, "Alone" foi oficialmente anunciado como o single principal.
Em fevereiro de 2023, a cantora afirmou que um álbum no qual ela estava trabalhando "por três anos" estava pronto para ser lançado no próximo verão, compartilhando seu entusiasmo para que as pessoas ouvissem as músicas. Em 15 de maio de 2023, Petras anunciou o álbum em suas mídias sociais. Um pôster de álbum correspondente retrata uma foto de uma "espada de aparência medieval apoiada contra uma grande pedra". Petras também compartilhou postagens de imagens medievais. Em antecipação ao álbum, a notícia foi comemorada como parte de uma apresentação ao vivo na série Citi Concert da NBC.

## Título e conceito
"Depois que isso aconteceu [o vazamento], minha A&R [representante] Wendy Goldstein e eu tivemos uma pequena reunião e ela disse, ‘Bem, essas coisas acontecem. É a vida. Vá e escreva mais. Desafie-se até o limite e vá alimentar a fera.’ E foi isso que eu fiz, e foi assim que o título surgiu."

–Petras sobre o título de seu álbum.
O título do álbum veio depois que Petras teve uma reunião com sua A&R Wendy Goldstein, após o vazamento de seu então planejado álbum de estreia Problématique. Ela encorajou a cantora a “escrever mais e alimentar a fera”, o que a inspirou a nomear o álbum com esse título após a conversa. Petras também descreveu o álbum como sendo o seu mais pessoal, com “momentos vulneráveis e reais [para ela]”, sendo um afastamento de alguns de seus projetos lançados anteriormente, como Turn Off the Light (2019) e Slut Pop (2022), onde ela interpretou personagens para se adequar à sua narrativa musical.
De acordo com a Amazon Music, o conceito do álbum foi baseado em uma “versão moderna do clássico conto grego Andrômeda”, com letras sobre “sacrificar cada parte de si mesmo pela sua maior paixão na vida”. A estética geral apresenta um cenário medieval cercado por rochas, uma espada e correntes, enquanto a capa do álbum foi fotografada pelo fotógrafo americano Luke Gilford.

## Composição
Feed the Beast é um álbum centrado principalmente em gêneros como pop e dance, incorporando vários subgêneros em suas músicas, como europop, house, hyperpop e disco. Muitas das faixas foram inspiradas em músicas que Petras ouvia enquanto crescia na Europa. Em termos de letra, foi descrito pela cantora como um álbum pessoal e explora temas de amor, desilusão e hedonismo, com muitas insinuações sexuais em sua composição. Stephen Daw, da Billboard, comparou a música do Feed the Beast com a música do Cascada e do Basshunter. Megan Graye e Ellie Muir, do The Independent, também a comparou ao Basshunter.

## Promoção

### Singles
O primeiro single do álbum, "Alone", foi lançado em 21 de abril de 2023, em colaboração com a rapper Nicki Minaj e alcançou a posição 55 na Billboard Hot 100 dos EUA, tornando-se a segunda entrada de Petras na parada.

### Outras músicas
Os singles lançados anteriormente "Coconuts" e "Brrr" acabaram sendo incluídos na lista de faixas do álbum, enquanto "Unholy", a colaboração de Petras com Sam Smith, aparece como uma faixa bônus.
Após o lançamento do álbum, "King of Hearts" foi planejado para ser lançado como single, de acordo com comunicados de imprensa internacionais da Universal Music e da própria Petras. No entanto, a música não recebeu um videoclipe nem foi enviada para estações de rádio. Depois, foi promovida em playlists do Spotify e apresentada em diversas ocasiões, como no Today Show e no Germany's Next Topmodel.

## Recepção critica
| Críticas profissionais | Críticas profissionais |
| Pontuações agregadas   | Pontuações agregadas   |
| Fonte                  | Avaliação              |
| ---------------------- | ---------------------- |
| AnyDecentMusic?        | 5.6/10                 |
| Metacritic             | 63/100                 |
| AOTY                   | 61/100                 |
| Avaliações da crítica  |                        |
| Fonte                  | Avaliação              |
| AllMusic               | [ 49 ]                 |
| NME                    | [ 34 ]                 |
| Pitchfork              | 4.3/10                 |
| Rolling Stone          | [ 30 ]                 |
| Slant                  | [ 33 ]                 |
| The Guardian           | [ 2 ]                  |
| The Independent        | [ 36 ]                 |
| The Line of Best Fit   | 7/10                   |

Após o seu lançamento, Feed the Beast recebeu críticas mistas. No Metacritic, que atribui uma classificação normalizada de 100 com base nas críticas dos principais críticos, o álbum recebeu uma pontuação média de 63 com base em nove avaliações, indicando "avaliações geralmente favoráveis". O site agregador de resenhas AnyDecentMusic? atendeu 10 avaliações e deu ao álbum uma média de 5,6 em 10, com base na avaliação do consenso crítico.
Em uma crítica positiva, Nick Levine da NME chamou o álbum de "uma vitrine tremendamente divertida para uma estrela pop", elogiando a capacidade de Petras de "ir fundo" quando quer, ao mesmo tempo em que entende a "emoção visceral do escapismo idiota". Kayleigh Watson do The Line of Best Fit também deu ao álbum uma pontuação positiva, chamando-o de "tour-de-force sônico de hinos de dançantes eufóricos". O poder de Petras como compositora e intérprete também foi elogiado. Muitos críticos acharam que o álbum não correspondeu ao nível artístico usual de Petras e fizeram avaliações mistas. Escrevendo para a Pitchfork, Shaad D'Souza chamou o disco de "muito seguro" e ficou decepcionado, afirmando que Petras "deixou que toda [sua] vantagem fosse lixada". Para o The Guardian, Alexis Petridis considerou o álbum uma "oportunidade perdida para uma figura inovadora" e foi mais crítico em relação a algumas músicas, como "Coconuts". Alexa Camp, da Slant Magazine, elogiou algumas canções como "Thousand Pieces" e "Minute", mas as chamou de "seguras" após seu EP Slut Pop.

## Alinhamento de faixas
| Feed the Beast – Edição padrão |                                        | |                                                               |         |  |
| N.º                            | Título                                 | Compositor(es) | Produtor(es)                                                  | Duração |  |
| 1.                             | "Feed the Beast"                       | Kim Petras Mathieu Jomphe Lépine Trey Campbell Lukasz Gottwald                                                           | Ryan OG Billboard                                             | 2:30    |  |
| 2.                             | "Alone" (com Nicki Minaj)              | Petras Gottwald Sebastiaan Molijn Eelke Kalberg Onika Maraj Ryan Ogren Rocco Valdes                                      | Dr. Luke Rocco Did It Again!                                  | 3:05    |  |
| 3.                             | "King of Hearts"                       | Petras Henry Walter Everett Romano John Mitchell Madison Love                                                            | Cirkut Heavy Mellow                                           | 2:51    |  |
| 4.                             | "Thousand Pieces"                      | Petras Gottwald Max Grahn Anne Linnet Max Martin                                                                         | Dr. Luke Fat Max Gsus                                         | 2:23    |  |
| 5.                             | "Uh O"                                 | Petras Ian Kirkpatrick Love                                                                                              | Kirkpatrick                                                   | 2:50    |  |
| 6.                             | "Revelations"                          | Petras Gottwald Aaron Joseph Vaughn Oliver                                                                               | Dr. Luke Joseph Oliver                                        | 2:50    |  |
| 7.                             | "Bait" (com Banks)                     | Petras Mark Williams Raul Cubina Jasper Harris Jillian Rose Banks                                                        | Harris Ojivolta Jarrod Morgan [c]                             | 2:35    |  |
| 8.                             | "Sex Talk"                             | Petras Gottwald Joseph Oliver Ogren Valdes                                                                               | Dr. Luke Joseph Oliver Valdes                                 | 2:35    |  |
| 9.                             | "Hit It from the Back"                 | Petras Gottwald Aaron Aguilar Oliver Ester Dean                                                                          | Dr. Luke Joseph Oliver                                        | 2:28    |  |
| 10.                            | "Claws"                                | Petras Walter Romano Ali Tamposi                                                                                         | Cirkut Heavy Mellow                                           | 3:13    |  |
| 11.                            | "Minute"                               | Petras Stefan Johnson Jordan K. Johnson Michael Pollack Jacob Kasher Hindlin Tamposi Isaiah Tejada Sarah Faith Griffiths | The Monsters & Strangerz Tajada Gian Stone [v] S. Johnson [v] | 3:05    |  |
| 12.                            | "Coconuts"                             | Petras Gottwald Aaron Jennings Aaron Joseph Ogren Oliver Cedric De Saint Rome Valdes                                     | Dr. Luke Joseph Housefly Rocco Did It Again! Ryan OG Oliver   | 2:49    |  |
| 13.                            | "Castle in the Sky"                    | Petras Walter Jimmy Napes Sarah Hudson Clarence Coffee Jr.                                                               | Cirkut                                                        | 2:25    |  |
| 14.                            | "Brrr"                                 | Petras Ilya Salmanzadeh Max Grahn Rami Yacoub Nick Harwood                                                               | Ilya [p] Yacoub [a]                                           | 2:32    |  |
| 15.                            | "Unholy" (com Sam Smith) (faixa bônus) | Sam Smith Petras James Napier Salmanzadeh Walter Blake Slatkin Omer Fedi                                                 | Ilya Cirkut Slatkin Fedi Napes Smith                          | 2:36    |  |
| Duração total:                 | Duração total:                         | Duração total: | Duração total:                                                | 40:36   |  |

Notas
- ↑[p]  significa um produtor primário e vocal.
- ↑[c]  significa um co-produtor.
- ↑[a]  significa um produtor adicional.
- ↑[v]  significa um produtor vocal.
- "Alone" contém amostra de "Better Off Alone", escrita por Sebastiaan Molijn e Eelke Kalberg e interpretada por Alice Deejay.
- "King of Hearts" contém interpolação de "Two of Hearts", escrita por John Mitchell e interpretada por Stacey Q.
- "Thousand Pieces" contém interpolação de "Tusind Stykker", escrita e interpretada por Anne Linnet.
- As faixas "Uhoh" e "Brrr" são estilizadas em letras minúsculas, enquanto "Bait" é estilizada em letras maiúsculas.[40]
- A faixa "Unholy" está listada como faixa bônus em todas as edições do álbum.
- Os lançamentos físicos de Feed the Beast listam Nicki Minaj e Banks como participação especial nas faixas "Alone" e "Bait", respectivamente, em vez das faixas serem duetos. "Unholy" também é listado como Sam Smith e participação especial de Kim Petras.

## Desempenho nas tabelas musicais
| País — Tabela musical (2023)        | Melhor posição |
| ----------------------------------- | -------------- |
| Alemanha (GfK Entertainment Charts) | 24             |
| Bélgica (Ultratop (Flandres)        | 128            |
| Escócia (OCC)                       | 35             |
| Espanha (PROMUSICAE)                | 71             |
| Estados Unidos (Billboard 200)      | 44             |
| França (SNEP)                       | 192            |
| Reino Unido (UK Albums Chart)       | 52             |
| Suíça (Schweizer Hitparade)         | 76             |

## Histórico de lançamento
| Região | Data                | Formato                       | Versão | Gravadora      | Ref.                 |
| ------ | ------------------- | ----------------------------- | ------ | -------------- | -------------------- |
| Várias | 23 de junho de 2023 | CD download digital streaming | Padrão | Amigo Republic | [ 60 ] [ 40 ] [ 61 ] |